# Episodi di L'ora di Hitchcock (seconda stagione)

scena di Metamorfosi, con Kevin McCarthy.

La seconda stagione della serie televisiva: L'ora di Hitchcock  è composta da 32 episodi, trasmessi tra settembre 1963 e luglio 1964. Se la voce Titolo italiano è vuota, vuol dire che l'episodio non è mai stato trasmesso né pubblicato in italiano.
| nº | Titolo originale                | Titolo italiano               | Prima TV USA      | Prima TV Italia |
| -- | ------------------------------- | ----------------------------- | ----------------- | --------------- |
| 1  | A Home Away from Home           | Ti sto aspettando piccola mia | 27 settembre 1963 | -               |
| 2  | A Nice Touch                    | Lunga notte                   | 4 ottobre 1963    | -               |
| 3  | Terror at Northfield            | L'odore della preda           | 11 ottobre 1963   | -               |
| 4  | You'll Be the Death of Me       | -                             | 18 ottobre 1963   | -               |
| 5  | Blood Bargain                   | L'assassino e la signora      | 25 ottobre 1963   | -               |
| 6  | Nothing Ever Happens in Linvale | Niente di nuovo a Linvale     | 8 novembre 1963   | -               |
| 7  | Starring the Defense            | Il padre di Tod               | 15 novembre 1963  | -               |
| 8  | The Cadaver                     | Il cadavere                   | 29 novembre 1963  | -               |
| 9  | The Dividing Wall               | La capsula di cobalto         | 6 dicembre 1963   | -               |
| 10 | Good-Bye, George                | Ciao, George                  | 13 dicembre 1963  | -               |
| 11 | How to Get Rid of Your Wife     | La trappola                   | 20 dicembre 1963  | -               |
| 12 | Three Wives Too Many            | -                             | 3 gennaio 1964    | -               |
| 13 | The Magic Shop                  | -                             | 10 gennaio 1964   | -               |
| 14 | Beyond the Sea of Death         | Oltre il mare della morte     | 24 gennaio 1964   | -               |
| 15 | Night Caller                    | La voce misteriosa            | 31 gennaio 1964   | -               |
| 16 | The Evil of Adelaide Winters    | Terza dimensione              | 7 febbraio 1964   | -               |
| 17 | The Jar                         | Il vaso                       | 14 febbraio 1964  | -               |
| 18 | Final Escape                    | Fuga finale                   | 21 febbraio 1964  | -               |
| 19 | Murder Case                     | La macchina in pezzi          | 6 marzo 1964      | -               |
| 20 | Anyone for Murder?              | Casella 2618                  | 13 marzo 1964     | -               |
| 21 | Beast in View                   | Metamorfosi                   | 20 marzo 1964     | -               |
| 22 | Behind the Locked Door          | Dietro una porta chiusa       | 27 marzo 1964     | -               |
| 23 | A Matter of Murder              | Un colpo troppo grosso        | 3 aprile 1964     | -               |
| 24 | The Gentleman Caller            | La cara Miss Emmy             | 10 aprile 1964    | -               |
| 25 | The Ordeal of Mrs. Snow         | Senza fiato                   | 14 aprile 1964    | -               |
| 26 | Ten Minutes from Now            | Gli ultimi dieci minuti       | 1º maggio 1964    | -               |
| 27 | The Sign of Satan               | La vendetta di Satana         | 8 maggio 1964     | -               |
| 28 | Who Needs an Enemy?             | La serpe in seno              | 15 maggio 1964    | -               |
| 29 | Bed of Roses                    | Un letto di rose              | 22 maggio 1964    | -               |
| 30 | The Second Verdict              | La confessione                | 29 maggio 1964    | -               |
| 31 | Isabel                          | In alto mare                  | 5 giugno 1964     | -               |
| 32 | Body in the Barn                | Il corpo nel fienile          | 3 luglio 1964     | -               |

## Ti sto aspettando piccola mia
- Titolo originale: A Home Away from Home
- Diretto da: Herschel Daugherty
- Scritto da: Robert Bloch

### Trama
I pazienti di un manicomio uccidono i dottori e ne prendono il posto. La situazione si complica quando la figlia di uno dei dottori viene a fargli visita. 
- Interpreti: Ray Milland (Dr. Howard Fennick), Virginia Gregg (Miss Brown)

## Lunga notte
- Titolo originale: A Nice Touch
- Diretto da: Joseph Pevney
- Scritto da: Mann Rubin

### Trama
Un attore fallito convince l'amante (agente cinematografica di successo, in cerca del vero amore) a sbarazzarsi del marito alcolizzato.
- Interpreti: Anne Baxter (Janice Brandt), George Segal (Larry Duke)

## L'odore della preda
- Titolo originale: Terror at Northfield
- Diretto da: Harvey Hart
- Scritto da: Leigh Brackett, Frederic Dannay, Manfred Lee

### Trama
- Interpreti: Dick York (Will Pearce), Jacqueline Scott (Susan Marsh)

## You'll Be the Death of Me
- Titolo originale:
- Diretto da: Robert Douglas
- Scritto da: William D. Gordon, Anthony Gilbert

### Trama
- Interpreti: Robert Loggia (Arthur)

## L'assassino e la signora
- Titolo originale: Blood Bargain
- Diretto da: Bernard Girard
- Scritto da: Henry Slesar

### Trama
- Interpreti: Richard Kiley (Jim Derry), Anne Francis (Connie Breech), Richard Long (Eddie Breech)

## Niente di nuovo a Linvale
- Titolo originale: Nothing Ever Happens in Linvale
- Diretto da: Herschel Daugherty
- Scritto da: Richard Levinson, Robert Twohy

### Trama
- Interpreti: Phyllis Thaxter (Mrs. Logan)

## Il padre di Tod
- Titolo originale: Starring the Defense
- Diretto da: Joseph Pevney
- Scritto da: Henry Slesar

### Trama
- Interpreti: Richard Basehart (Miles Crawford), Russell Collins (Sam Brody)

## Il cadavere
- Titolo originale: The Cadaver
- Diretto da: Alf Kjellin
- Scritto da: James Bridges

### Trama
- Interpreti: Michael Parks (Skip Baxter), Don Marshall (Tom Jackson)

## La capsula di cobalto
- Titolo originale: The Dividing Wall
- Diretto da: Bernard Girard
- Scritto da: George Bellak (storia), Joel Murcott (sceneg.)

### Trama
- Interpreti: James Gregory (Fred Kruger), Katharine Ross (Carol Brandt), Norman Fell (Al Norman)

## Ciao, George
- Titolo originale: Good-Bye, George
- Diretto da: Robert Stevens
- Scritto da: Robert Arthur (storia), William Fay (sceneg.)

### Trama
- Interpreti: Robert Culp (Harry Lawrence)

## La trappola
- Titolo originale: How to Get Rid of Your Wife
- Diretto da: Alf Kjellin
- Scritto da: Robert Gould

### Trama
- Interpreti: Bob Newhart (Gerald Swinney), Jane Withers (Edith Swinney)

## Three Wives Too Many
- Titolo originale: -
- Diretto da: Joseph M. Newman
- Scritto da: Arthur A. Ross (scenegg.), storia di Kenneth Fearing

### Trama
La moglie di Raymond Brown scopre l'esistenza d'altre due mogli e si prepara ad ucciderle tutte.
- Interpreti: Dan Duryea (Raymond Brown), Teresa Wright (Marion Brown), Linda Lawson (Lucille Brown), Jean Hale (Bernice Brown)

## The Magic Shop
- Titolo originale: -
- Diretto da: Robert Stevens
- Scritto da: James Parish (scenegg.), novella di John Collier

### Trama
- Interpreti: Leslie Nielsen (Grainger), David Opatoshu (Mr. Dulong)

## Oltre il mare della morte
- Titolo originale: Beyond the Sea of Death
- Diretto da: Alf Kjellin
- Scritto da: William D. Gordon, Miriam Allen DeFord, Alfred Hayes

### Trama
- Interpreti: Diana Hyland (Grace Renford), Mildred Dunnock (Minnie Briggs)

## La voce misteriosa
- Titolo originale: Night Caller
- Diretto da: Alf Kjellin
- Scritto da: Gabrielle Upton, Robert Westerby

### Trama
Marcia Fowler, vittima di una serie di chiamate oscene, si rivolge al marito e alla polizia per indagare sul vicino, Roy Bullock, l'apparente colpevole. Ogni tentativo sembra inutile, Roy è molto amichevole con tutti, dissipando da sé l'immagine del guardone; ma le chiamate non sembrano finire.
- Interpreti: Felicia Farr (Marcia Fowler), Bruce Dern (Roy Bullock), David White (Jack Fowler)

## Terza dimensione
- Titolo originale: The Evil of Adelaide Winters
- Diretto da: László Benedek
- Scritto da: Arthur A. Ross

### Trama
1944, la guerra infuria in Europa. La ciarlatana Adelaide Winters, con l'aiuto dell'amante e maestro Robert McBain, si spaccia per una medium, riuscendo con successo a truffare ricchi disperati, in particolare genitori i cui figli sono caduti o dispersi in guerra. I suoi metodi efficaci le garantiscono una clientela ed un reddito costante, ma tutto cambia quando riesce a convincere fin troppo bene il facoltoso Edward Porter di poter parlare con il figlio scomparso. Il comportamento di Porter infatti si rivelerà prima ossessivo e poi morbosamente pericoloso.
- Interpreti: Kim Hunter (Adelaide Winters), John Larkin (Edward Porter), Gene Lyons (Robert McBain)

## Il vaso
- Titolo originale: The Jar
- Diretto da: Norman Lloyd
- Scritto da: Ray Bradbury, James Bridges
- Musiche di: Bernard Herrmann

### Trama
- Interpreti: Pat Buttram (Charlie Hill), Collin Wilcox Paxton (Thedy Sue Hill), William Marshall (Jahdoo)

## Fuga finale
- Titolo originale: Final Escape
- Diretto da: William Witney
- Scritto da: Thomas H. Cannan Jr., Randall Hood, John Resko

### Trama
Dopo l'ennesima evasione fallita, l'ex rapinatore di banche e galeotto Paul Perry deve scontare una pena di undici anni, senza alcuno sconto, sapendo che il bottino del suo ultimo colpo è ancora nelle mani del suo complice ancora in libertà. Per punirlo, il capitano e direttore della prigione costringe Paul a lavorare assieme al medico e becchino, il dottore, un vecchio alcolizzato con una nipote malata bisognosa di cure mediche. Perry offre cinquemila dollari del suo bottino al dottore per coprire le spese mediche, a patto che quest'ultimo lo faccia evadere. Lo strumento per la fuga sarà una bara... 
- Interpreti: Stephen McNally (Capitano), Robert Keith (Dottore), Edd Byrnes (Paul Perry)

## La macchina in pezzi
- Titolo originale: Murder Case
- Diretto da: John Brahm
- Scritto da: James Bridges, Richard Levinson, William Link, Max Marquis

### Trama
- Interpreti: John Cassavetes (Lee Griffin), Gena Rowlands (Diana Justin)

## Casella 2618
- Titolo originale: Anyone for Murder?
- Diretto da: Leo Penn
- Scritto da: Jack Ritchie, Arthur A. Ross

### Trama
- Interpreti: Barry Nelson (Dr. James Parkerson), Patricia Breslin (Doris Parkerson), Edward Andrews (Bingham)

## Metamorfosi
- Titolo originale: Beast in View
- Diretto da: Joseph M. Newman
- Scritto da: James Bridges (scenegg.), novella di Margaret Millar

### Trama
- Interpreti: Kevin McCarthy (Paul Blackshear), Joan Hackett (Helen Clarvoe)

## Dietro una porta chiusa
- Titolo originale: Behind the Locked Door
- Diretto da: Robert Douglas
- Scritto da: Joel Murcott, Henry Slesar
- Musiche di: Bernard Herrmann

### Trama
Dave Snowden e Bonnie Daniels, novelli sposi, vedono il proprio matrimonio venire annullato dalla madre di Bonnie, la signora Daniels, in quanto la ragazza è ancora minorenne. Il vero motivo dell'annullamento è il sospetto da parte della ricca signora Daniels che Dave sia solamente interessato ai soldi della figlia, e in particolare una porta chiusa a chiave all'interno della casa di famiglia, dietro a cui potrebbero celarsi chissà quali tesori. Dave naturalmente dichiara la sua onestà, ma...  
- Interpreti: Gloria Swanson (signora Daniels), James MacArthur (Dave Snowden), Lynn Loring (Bonnie Daniels)

## Un colpo troppo grosso
- Titolo originale: A Matter of Murder
- Diretto da: David Lowell Rich
- Scritto da: Boris Sobelman

### Trama
- Interpreti: Darren McGavin (Sheridan Westcott), Telly Savalas (Harry)

## La cara Miss Emmy
- Titolo originale: The Gentleman Caller
- Diretto da: Joseph M. Newman
- Scritto da: James Bridges, Veronica Parker Johns

### Trama
- Interpreti: Roddy McDowall (Gerald Musgrove)

## Senza fiato
- Titolo originale: The Ordeal of Mrs. Snow
- Diretto da: Robert Stevens
- Scritto da: Alvin Sargent, Hugh Wheeler

### Trama
- Interpreti: Patricia Collinge (Adelaide Snow)

## Gli ultimi dieci minuti
- Titolo originale: Ten Minutes from Now
- Diretto da: Alf Kjellin
- Scritto da: Jack Ritchie, Arthur A. Ross

### Trama
- Interpreti: Donnelly Rhodes (James Bellington)

## La vendetta di Satana
- Titolo originale: The Sign of Satan
- Diretto da: Robert Douglas
- Scritto da: Barré Lyndon (scenegg.), novella di Robert Bloch

### Trama
- Interpreti: Christopher Lee (Karl Jorla), Gia Scala (Kitty Frazier)

## La serpe in seno
- Titolo originale: Who Needs an Enemy?
- Diretto da: Harry Morgan
- Scritto da: Arthur A. Ross, Henry Slesar

### Trama
- Interpreti: Steven Hill (Charlie Osgood), Joanna Moore (Danielle)

## Un letto di rose
- Titolo originale: Bed of Roses
- Diretto da: Philip Leacock
- Scritto da: James Bridges, Emily Neff

### Trama
- Interpreti: Patrick O'Neal (George Maxwell)

## La confessione
- Titolo originale: The Second Verdict
- Diretto da: Lewis Teague
- Scritto da: Alfred Hayes, Henry Slesar

### Trama
- Interpreti: Martin Landau (Ned Murray), Frank Gorshin (Lew Rydell)

## In alto mare
- Titolo originale: Isabel
- Diretto da: Alf Kjellin
- Scritto da: S.B. Hough, William Fay, Henry Slesar

### Trama
- Interpreti: Bradford Dillman (Howard Clements)

## Il corpo nel fienile
- Titolo originale: Body in the Barn
- Diretto da: Joseph M. Newman
- Scritto da: Harold Swanton, Margaret Manners
- Musiche di: Bernard Herrmann

### Trama
- Interpreti: Lillian Gish (Bessie Carnby), Maggie McNamara (Camilla)